# Barriomartín
Barriomartín es una localidad de la provincia de Soria, partido judicial de Soria, Ccomunidad autónoma de Castilla y León, España. Pueblo de la comarca de Almarza que pertenece al municipio de La Póveda de Soria.

## Historia
No aparece en el censo de Pecheros de 1528, ya que era un caserío perteneciente a La Póveda de Soria.
A mediados del siglo XIX se erige en municipio constitucional, entonces conocido como Barrio Martín y Caserío de Vadillo en la región de Castilla la Vieja, partido de Soria, independizándose de La Póveda de Soria.
Al sur de Barriomartín, cerca del cruce con Arguijo, todavía pueden verse los restos de un conjunto de factorías dedicado al albergue, esquilo y otros menesteres relacionados con el ganado. Este conjunto era llamado El Vadillo y sobre el mismo otorgó Felipe V el marquesado de Vadillo a Francisco Antonio de Salcedo y Aguirre.
A finales del siglo XX desaparece el municipio porque vuelve a integrarse en La Póveda de Soria.

## Geografía humana

### Demografía
| Gráfica de evolución demográfica de Barriomartín entre 1857 y 1960 |
| |
| Población de derecho según los censos de población del INE Población de hecho según los censos de población del INEEn este censo se denominaba Barrio Martín y Caserío de Vadillo: 1857 Entre el censo de 1857 y el anterior, aparece este municipio porque se segrega del municipio 42141 (La Poveda de Soria) Entre el censo de 1970 y el anterior, este municipio desaparece porque se integra en el municipio 42141 (La Poveda de Soria) |

En el año 2000 contaba con 42 habitantes, concentrados en el núcleo principal, pasando a 35 en 2023.

## Lugares de interés
- Iglesia de San Jerónimo.
- Palacio del marqués de Vadillo: de la casa que fue el solar original del marquesado de Vadillo.

## Fiestas
- San Jerónimo (30 de septiembre).
- Virgen del Rosario (primeros de agosto).